# Ноктюрама (фільм)
«Ноктюрама» (фр. Nocturama) — французько-бельгійсько-німецький фільм-драма 2016 року, поставлений режисером Бертраном Бонелло за його власним сценарієм.

## Сюжет
Група молодих радикалів з різних верств суспільства планують влаштувати у Парижі терористичний акт. На шляху до місця його проведення вони були вимушені заночувати в торговому центрі, і такий поворот подій став сприятливим для них. Провівши ніч у тому місці, в якому люди завжди відчувають натхнення і свято, молодики усвідомили, який страшний вчинок вони задумали.

## У ролях
| Фіннеган Олдфілд  | … | Давид                      |
| Венсан Ротьє      | … | Грег                       |
| Хамза Мецьяні     | … | Ясін                       |
| Манал Ісса        | … | Сабріна                    |
| Мартін Петі-Гуйо  | … | Андре                      |
| Жаміль Маккравен  | … | Міка                       |
| Рабах Наїт Уфелла | … | Омар                       |
| Лор Валентінеллі  | … | Сара                       |
| Іліас ле Доре     | … | Самір                      |
| Адель Енель       | … | молода жінка на велосипеді |

## Знімальна група
- Автор сценарію — Бертран Бонелло
- Режисер-постановник — Бертран Бонелло
- Продюсер —Аліс Жирар, Едуард Вейль
- Співпродюсери — Бертран Бонелло, Крістоф Фрідель, Женевєва Лемаль, Олів'є Пере, Клаудіа Стеффен
- Композитор — Бертран Бонелло
- Оператор — Лео Енстен
- Підбір акторів — Крістель Барас
- Художник-постановник — Катя Вишкоп
- Звук — Ніколя Кантен

## Нагороди та номінації
| Список нагород та номінацій                | Список нагород та номінацій | Список нагород та номінацій                                       | Список нагород та номінацій | Список нагород та номінацій | Список нагород та номінацій |
| Кінопремія                                 | Дата церемонії              | Категорія                                                         | Номінант(и)                 | Результат                   | Дж                          |
| ------------------------------------------ | --------------------------- | ----------------------------------------------------------------- | --------------------------- | --------------------------- | --------------------------- |
| Міжнародний кінофестиваль у Торонто        | 2016                        | Приз програми «Платформа»                                         | Бертран Бонелло             | Номінація                   |                             |
| Міжнародний кінофестиваль у Сан-Себастьяні | 2016                        | Премія Золота мушля за найкращий фільм                            | Ноктюрама                   | Номінація                   |                             |
| Міжнародний кінофестиваль у Сан-Себастьяні | 2016                        | Премія Всесвітньої католицької асоціації по комунікаціях (SIGNIS) | Бертран Бонелло             | Перемога                    |                             |
| Кінофестиваль в Мар-дель-Плата             | 2016                        | Найкращий фільм                                                   | Ноктюрама                   | Номінація                   |                             |
| Кінофестиваль в Мар-дель-Плата             | 2016                        | Спеціальна згадка — оператор                                      | Лео Енстен                  | Перемога                    |                             |
| Приз Луї Деллюка                           | 2016                        | Найкращий фільм                                                   | Ноктюрама                   | Номінація                   |                             |
| Товариство онлайн-кінокритиків             | 2016                        | Найкращий не-американський реліз                                  | Ноктюрама                   | Перемога                    |                             |
| Премія «Люм'єр»                            | 30 січня 2016               | Найкращий фільм                                                   | Ноктюрама                   | Номінація                   | [ 3 ]                       |
| Премія «Люм'єр»                            | 30 січня 2016               | Найкращий режисер                                                 | Бертран Бонелло             | Номінація                   | [ 3 ]                       |
| Премія «Люм'єр»                            | 30 січня 2016               | Найкращий кінооператор                                            | Лео Енстен                  | Номінація                   | [ 3 ]                       |
| Кінофестиваль у Кабурі                     | 2017                        | «Золотий Сван» найкращому молодому актору                         | Рабах Наїт Уфелла           | Перемога                    | [ 4 ]                       |